# Надсат
Надсат (англ. Nadsat) — вымышленный язык, на котором общаются подростки в романе Энтони Бёрджесса «Заводной апельсин». В надсате используется синтаксическая структура английского языка; часть лексики английская, часть — вымышленная, созданная автором в первую очередь на основе русского языка (незадолго до написания романа писатель побывал в Советском Союзе).

## О названии
Название языка также взято из русского: надсат [англ. — Nadsat] — транслитерация русского суффикса порядковых числительных от 11 до 19 -надцать, произнесенного на английский манер.

Название отражает принадлежность языка к молодёжной субкультуре: носители надсата в «Заводном апельсине» — подростки. Более того, в оригинале романа главные герои называют себя «nadsats» — надсатами. 
<…> [N]adsats were what we used to call the teens. [рус. — Надсаты — то, как мы называли подростков]
В английском языке суффикс -teen, аналогичный суффиксу -надцать, встречается в порядковых числительных от 13 до 19, а английское слово «teens» означает «подростки».

## Описание
Надсат — язык, который использует антигерой «Заводного апельсина» Алекс, повествуя читателю о своей жизни. На нём же он общается с другими персонажами романа — друзьями, родителями, жертвами, докторами. Надсат — устный язык, и перед читателем он предстаёт как запись устной речи.
При создании языка Бёрджесс, который был не только писателем, но и лингвистом, уделил основное внимание его лексическому уровню, сохранив при этом грамматическую систему английского языка. На каждую страницу романа приходится около 12 неанглийских слов, преимущественно — существительные.
Большинство слов надсата представляет собой записанные латиницей и при этом иногда искажённые слова из русского языка (droog «друг», malchik «мальчик», korova «корова», litso «лицо», viddy «видеть»). Помимо этого присутствуют сленговые образования из европейских языков — французского и немецкого, а также из «экзотических» языков — малайского и цыганского; заимствования из рифмующегося сленга кокни и слова, выдуманные Бёрджессом.
Вот как в романе описывает происхождение надсата доктор Браном, один из его героев:

Кое-какие остатки старинного рифмующегося арго. Некоторые слова цыганские… Н-да. Но большинство корней славянской природы. Привнесены посредством пропаганды. Подсознательное внедрение.

Всего в тексте романа выделяют 241 выдуманное слово и выражение, 187 из которых имеют русское происхождение.
В итоге восприятие и понимание надсата составляет существенную трудность для англоязычного читателя, сталкивающегося со словами незнакомого языка, смысл которых в оригинале объясняется лишь изредка, через указывание синонимов самим рассказчиком:

Dim had a real horrorshow length of oozy or chain [англ. — oozy или цепь] round his waist, twice wound round, and he unwound this and began to swing it beautiful in the eyes or glazzies [англ. — глаза или glazzies].

## История создания надсата
Главная идея книги родилась еще в 1959 году, когда Бёрджесс вернулся в Англию из Брунея в самый разгар вражды между бандами модов [англ. — Mods] и рокеров [англ. — Rockers] в Гастингсе, одном из британских курортов, куда эти банды съезжались на время праздников.
Бёрджесс стремился создать книгу вне времени, поэтому сознательно отказался от использования сленга подростков пятидесятых — шестидесятых годов: он бы устарел уже через несколько лет. Единственным выходом было изобрести что-то качественно новое с лингвистической точки зрения.
В 1961 году Бёрджесс с женой решил отправиться в путешествие, пролегавшее в том числе через Ленинград, и, готовясь к поездке, освежил знания русского языка. В течение поездки Бёрджесс столкнулся в СССР с хулиганством, которое мало чем отличалось от британского. Эти два фактора — погружение в русский язык и поездка в СССР — во многом определили выбор языковой основы для надсата. Кроме того, как писал Бёрджесс в автобиографии, «заимствования из русского языка вписываются в английский лучше, чем слова немецкие, французские или итальянские. Кроме того, английский сам по себе — своего рода смесь французского и немецкого».
Выбор русского языка можно было бы связать и с политическими соображениями: своего рода предупреждение о том, куда движется общество. Так видит функцию надсата В. Бошняк, автор одного из переводов «Заводного апельсина» на русский язык. Согласно ему, Бёрджесс использовал русский жаргон для выражения тезиса, что зло идёт из России, которая на тот момент считалась империей зла. Сам Бёрджесс, однако, утверждал, что использованный в романе язык не следует рассматривать как «зловещий намек на то подсознательное влияние, которое, возможно, уже оказывает коммунистическая супердержава».

## Функция в романе
В «Заводном апельсине» надсат исполняет не только художественную функцию. Во-первых, он выступает в роли дополнительной характеристики главного героя и персонажей, которые его окружают. При сравнении с другим вымышленным языком — новоязом оруэлловского «1984» — становится ясно, что у надсата Бёрджесса немного иная функция. Если новояз был призван создать лингвистический образ тоталитаризма, то функция надсата более узкая: он передаёт образ извечного юношеского максимализма, который ищет способ самоутвердиться и самоидентифицироваться в абсурдном мире взрослых.
Помимо этого, надсат косвенно иллюстрирует проблему, которую Бёрджесс затрагивает в «Заводном апельсине», — проблему насильственной выработки условных рефлексов. Автор предполагал, что, прочитав первые 15 страниц, читатель привыкнет к новому языку, а закончив книгу, «станет обладателем базового русского словарного запаса — без каких-либо усилий, даже с удивлением». Таким образом, читатель на себе ощутит воздействие манипуляции сознанием, которой подвергается главный герой рассказа, Алекс.
И, наконец, третья функция — язык служит своеобразной вуалью, дымкой между читателем и насилием, описанным в «Заводном апельсине»; защищает его от собственных животных инстинктов.

## Правила словообразования
В зависимости от способа образования, слова надсата в оригинале можно поделить на четыре категории:
1. Слова, в которых используются корни русского происхождения.
  - Слова, заимствованные прямым способом и изменяющиеся в соответствии с правилами грамматики английского языка: shoom «шум», zoobies «зубы», mesto «место», slovo «слово» и др.
  - Слова, подвергшиеся сокращению. Этот вид составляют все заимствованные глаголы, которые теряют окончания: viddy «видеть», pony «понимать», slushat «слушать». У имён существительных и прилагательных усекаются не только окончания, но и суффиксы: biblio «библиотека», chasso «часовой».
2. Слова, сочетающие русские и английские морфемы. Слова английского и русского происхождения образуют новую лексему с помощью слияния и словосложения:
  - Начало первого слова и полное второе слово: underveshches «нижнее белье» (underwear и вещи), glazlids «веки» (глаза и lids).
  - Слова, образованные с помощью словосложения: hen-korm «гроши» (образовано от chicken feed).
3. Слова, образованные путем заимствования корневых морфем различных других языков (кроме русского и английского). Такие слова образуются с помощью усечения финальной части слова, например: cravat «галстук» от французского слова cravate; shlaga «клуб» образованное от немецкого Schlager. Прямым способом заимствуется слово dook «призрак», образованное от цыганского dook «магия».
4. Авторские окказионализмы, образованные с использованием только английских морфем: 
  - Слова с усечением центральной части: Staja «тюрьма» (State Jail); pop-disk «диск с популярной музыкой» (pop-music disk).
  - Слова, образованные с помощью словосложения: Godman — man of God.
  - Слова, сформированные на основе лондонского сленга кокни: cutter «деньги» (bread-and-butter); rozz «полицейский» (сформировалось путем усечения суффикса от слова rozzer).

## Проблема перевода на русский язык
В связи с тем, что надсат основан на русской лексике, при переводе «Заводного апельсина» на русский язык необходимо было найти способ сохранить его уникальность, подчеркнуть отличие от языка, который используют в романе взрослые. Основная сложность состоит в том, чтобы эти слова для русскоязычного читателя выглядели столь же непривычно, как и для англоязычного. Авторы двух самых распространённых переводов «Заводного апельсина» на русский язык — Владимир Бошняк и Евгений Синельщиков — по-разному подошли к решению этой проблемы.
В переводе В. Бошняка большинство слов надсата, имеющих русскоязычное происхождение, просто не переводилось, хотя и склонялось по правилам русского языка («drugi» — друзья, «rvatt kogti» — рвать когти, и т. д.). Сделано это было с целью хоть как-то приблизить трудности читателя перевода к трудностям читателя оригинала. В русском переводе транслитерированные и изменённые слова хоть и понятны, но всё же требуют определённых усилий.
Автор другого перевода, Е. Синельщиков, заменил русские слова записанными кириллицей английскими словами («мэн» — человек, «тис» — зубы, «фейс» — лицо, и т. д.), но недостатком такого варианта перевода является то, что английские слова слишком хорошо знакомы многим русскоязычным читателям и активно используются в русском сленге и рунглише.
Ниже приведён пример одного и того же отрывка из «Заводного апельсина» в оригинале и в двух переводах на русский язык:
Э. Бёрджесс:
Our pockets were full of deng, so there was no real need from the point of view of crasting any more pretty polly to tolchock some old veck in an alley and viddy him swim in his blood while we counted the takings and divided by four.
пер. В. Бошняка:
Карманы у нас ломились от babok, а стало быть, к тому, чтобы сделать в переулке toltshok какому-нибудь старому hanyge, obtriasti его и смотреть, как он плавает в луже крови, пока мы подсчитываем добычу и делим ее на четверых, ничто нас, в общем-то, особенно не понуждало.
пер. Е. Синельщикова:
Покеты у нас полны мани, так что отпадает наш обычный эмьюзмент трахнуть по хэду или подрезать какого-нибудь папика и уотч, как он будет свимать в луже собственной блад и юрин, пока мы чистим его карманы.
Подход В. Бошняка к переводу надсата во многом перекликается с подходом самого Бёрджесса. Как вспоминал Бошняк в интервью, «[Я] Специально путал корни с суффиксами. Если память мне не изменяет, я их [главных героев] заставлял, скажем, слово „старикашка“ сокращать до „кашка“. Эту ухмылочку я почерпнул из оригинала. Там Бёрджесс — то ли нарочно, то ли по незнанию — делает похожие вещи».
Е. Синельщиков же обосновывает свой подход иначе. В предисловии к «Заводному апельсину» он пишет, что, «подобно Берджесу,<…> создавшему новый язык молодежи будущего, в структуре которого, по мнению автора, должны были преобладать славяно-цыганские корни, я попытался передать „надсадский“ язык русских тинэйджеров — смесь молодежных сленгов 60-х — конца 80-х годов, где доминируют словечки английского происхождения».
И, наконец, между переводами существует ещё одно принципиальное различие — Синельщиков опирался на сокращённый вариант «Заводного апельсина», отредактированный автором по требованию американского издателя В. В. Нортона, выпускавшего книгу в США. В этой версии отсутствует последняя, 21 глава, а также опущены некоторые эпизоды.
Проблема перевода надсата на русский язык заново возникла после выхода в 1971 году фильма «Заводной апельсин», снятого Стэнли Кубриком по этому роману. Так как режиссёр завещал не переводить его фильм на русский язык, в России он вышел на языке оригинала с русскими субтитрами. В одном из эпизодов данного фильма герои посещают молочный бар «Korova», где пьют молочные коктейли с психоделиками. Стены бара украшают надписи «Moloko», «Moloko plus» и т. п.

## Отсылки
Дэвид Боуи в своём альбоме 2016 года Blackstar использует надсат в тексте песни «Girl Loves Me»